# Massimo Chiesa
Massimo Chiesa (Livorno, 3 gennaio 1958) è un dirigente d'azienda ed ex arbitro di calcio italiano.

## Biografia

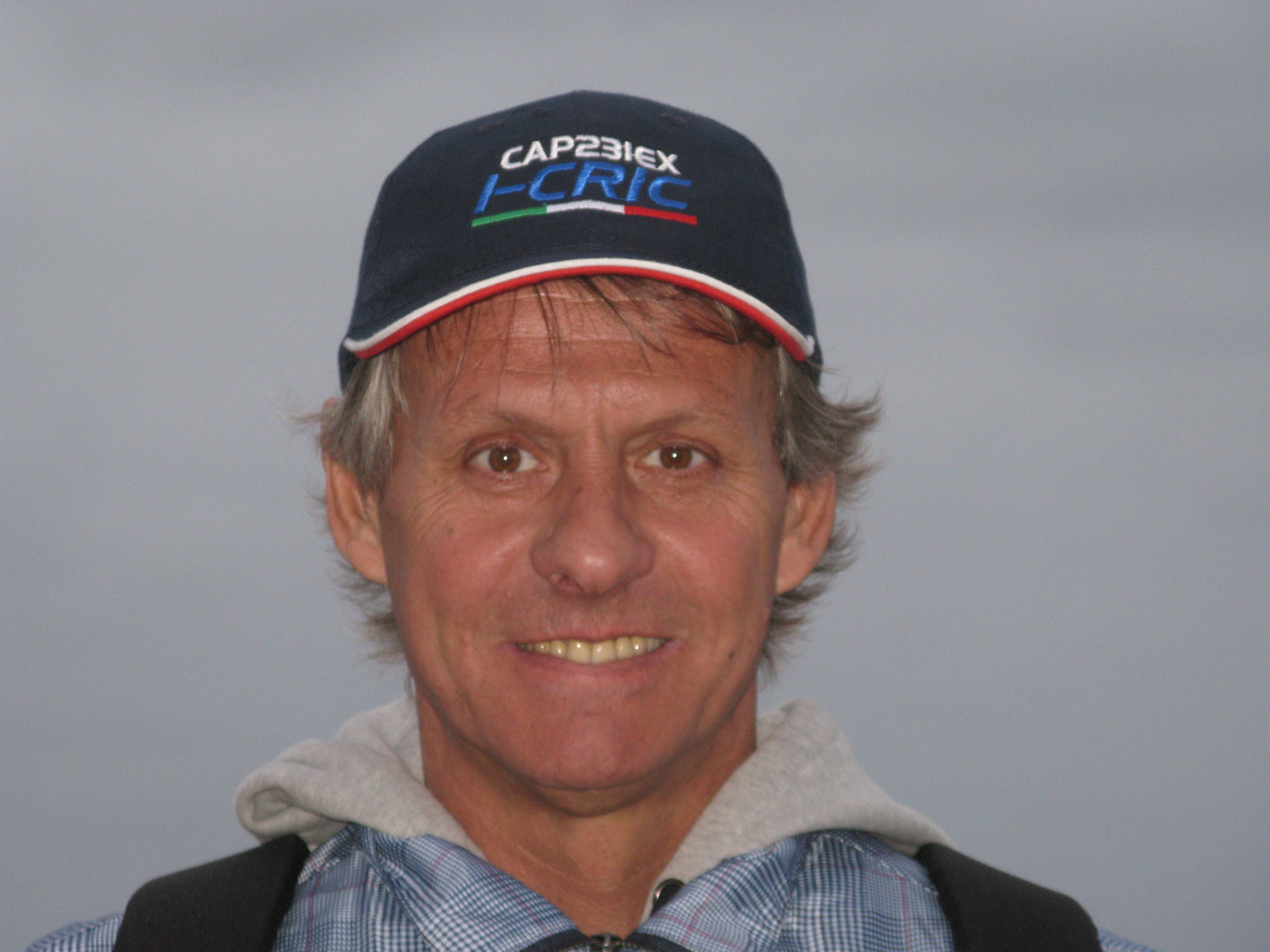
Massimo Chiesa

Appartenente, prima, alla sezione A.I.A. di Livorno, poi a quella di Milano, debuttò in Serie A nel 1991, al primo anno di appartenenza all'organo tecnico CAN A/B.
Arrivato in serie A all'età di 33 anni ha militato nella CAN A/B per 5 anni ed a causa di un grave infortunio ha rassegnato le dimissioni a soli 37 anni.
Nel 1987 ha vinto il premio Nazionale Nardini come miglior debuttante in Serie C, debutto effettuato dopo solo 5 partite di C2.  
Nel 1995 ha iniziato la sua esperienza televisiva, essendo in assoluto il primo ex arbitro ad effettuare telecronache in TV (TELE+), formando un gruppo con Massimo Marianella e Fulvio Collovati.
Ha collaborato poi con Mediaset a Italia 1 quale ospite fisso della trasmissione notturna condotta da Sandro Piccinini e Maurizio Mosca.
Sempre nel 1995 ha iniziato una collaborazione con Telenova, emittente privata del milanese, collaborazione che svolge tuttora.
Nella vita fa il manager, è attualmente Vice Presidente Europeo di una nota azienda operante nel settore della cardiologia interventistica.

## Curiosità
Nel 1992 durante l'arbitraggio di Foggia-Udinese, con la tifoseria foggiana che contestava la dirigenza colpevole di aver ceduto i gioielli di "zemanlandia", sotto la curva dei tifosi foggiani fu colpito da una bottiglietta di Coca Cola, e per stemperare gli animi l'aprì e bevve, suscitando la benevola reazione dei tifosi stessi che cessarono la contestazione.
Nel 1993 durante Genoa-Pescara si verificò l'episodio della doppia ammonizione al calciatore genoano Dobrowolski, che suscitò non poche polemiche e disaccordi anche con l'allora Organo Tecnico.